# Alekséi Lúshnikov

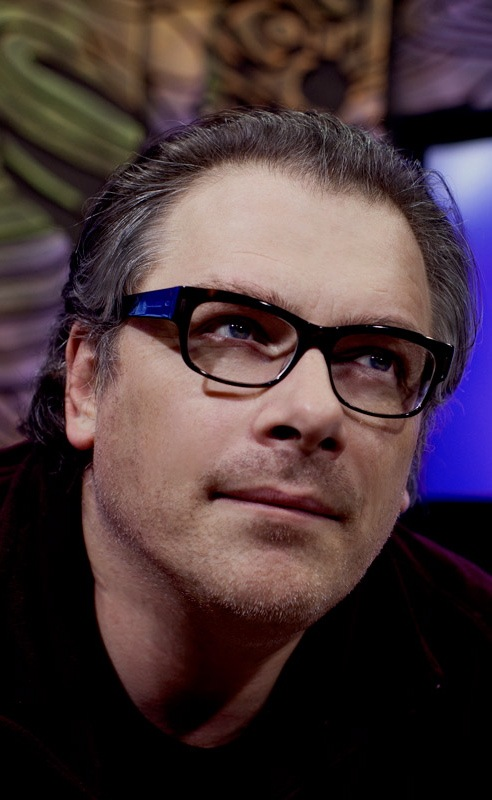
Alexey Lúshnikov en 2010

Alexey Lúshnikov (n. Unión Soviética, 10 de junio de 1966) es un pintor, escritor, periodista, actor y director de cine ruso. Es también productor de programa de televisión, creador y propietario del canal ruso “Vuestra televisión social”,  redactor jefe de la enciclopedia nacional de las Personas de Rusia, presidente de la Fundación del cine documental, académico de la Academia Internacional de las ciencias y artes del París. La técnica del arte (3D-acrílico, arte gráfico y mosaico) creada por Alexey, recibió el nombre de “Alexis”. Actualmente el señor Lushnikov vive en Francia, en la ciudad de Biarritz. Pinta y retrata para su colección “Los retratos de las páginas azules”.  
Su padre, Guerman, era el mecánico principal de los barcos mercantes de la flota marítima, su madre – Galina era la ingeniera de la organización arquitectónica de los proyectos. Alexey recibió la enseñanza histórica en la universidad estatal y terminó la escuela de bellas artes en París.
En los años de reconstrucción se dedica activamente al trabajo social, a la beneficencia y a la actividad política social.
En el año 1987 Lushnikov llegó a ser el jefe del equipo juvenil e informal, que realizaba la práctica de misericordia en casa para los ancianos de la ciudad Strelna.  Desde el año 1988 Alexey se hace el secretario responsable y luego se vuelve a trabajar de vicepresidente de la gobernación en el equipo de la misericordia “El Leningrad”. En el año 1989 crea el equipo  “La juventud por misericordia” y se hace su presidente.
En el año 1990 es nominado por el grupo de los científicos y técnicos de la ciudad Leningrad como el diputado público  del parlamento Leningrado, representado 5 millones personas. Al vencer las primeras elecciones democráticos, Lushnikov se hace el diputado más joven por toda la historia del parlamento de Leningrado. 
En los años 1990-1993 Alexey trabaja como el subjefe del periódico “El boletín financiero del San-Petersburgo”, representa uno de los jefes de la Fundación de la ayuda a los programas internacionales de OON, dirige el equipo “La juventud por misericordia”, trabaja en departamento de la información pública de la secretaría de OON en Nueva York, practica la actividad pacificadora en los puntos de resistencia (Georgia, Abjasia, Azerbaidzhán).
Desde el año 1993 crea la enciclopedia “Las páginas azules de Rusia” y se hace su redactor jefe insustituible. Es el autor, presentador y productor en más de 140 programas televisión de diferentes géneros, en total pasó 1462 horas en los teleprogramas en la transmisión directa, por eso fue nominado en “El libro Guinness de los records”.
En diferentes años realiza los radioprogramas publicísticos en cuatro estaciones de radio, activamente se dedica al show-business, a la politología, simultáneamente trabaja como el productor general del canal TV-6 Moscú en San-Petersburgo, y después como el productor de la transmisión nocturna en el canal TRK “Petersburgo”.
Desde el año 2007 se hace el propietario y el jefe del canal ruso “¡Vuestra televisión social!”, el presidente de la fundación del cine documental. Como el actor se interpretó su papel en 5 películas de argumento y seriales. En algunas películas se interpretó a sí mismo. Alexey es el autor y director de serie de las películas documentales y publicísticas.
Desde el año 1985 hasta ahora el señor Lushnikov activamente practica la actividad pública de la defensa de los animales, de la ecología de ambiente, de la protección de acervo cultural.
Alexey Lushnikov es una de las personas más famosas y competentes de Rusia. En los países diferentes pasan sus exposiciones y bornizados. Él hace las lecciones en las universidades, en las fundaciones nacionales públicas, en organizaciones internacionales benéficos. Él es el laureado del premio de La aldea zarista en el año 2003, el académico de la Academia Internacional de bellas y artes del París. Tiene una serie de condecoraciones estatales, premios sociales y profesionales de diferentes países. Es soltero y vive en Biarritz.
- Datos: Q1997159
- Multimedia: Alexey Lushnikov / Q1997159